# لیندتورف
لیندتورف (به آلمانی: Lindtorf) یک منطقهٔ مسکونی در آلمان است که در ایششتدت واقع شده‌است. لیندتورف ۴۰۴ نفر جمعیت دارد.